# François Xavier de Feller

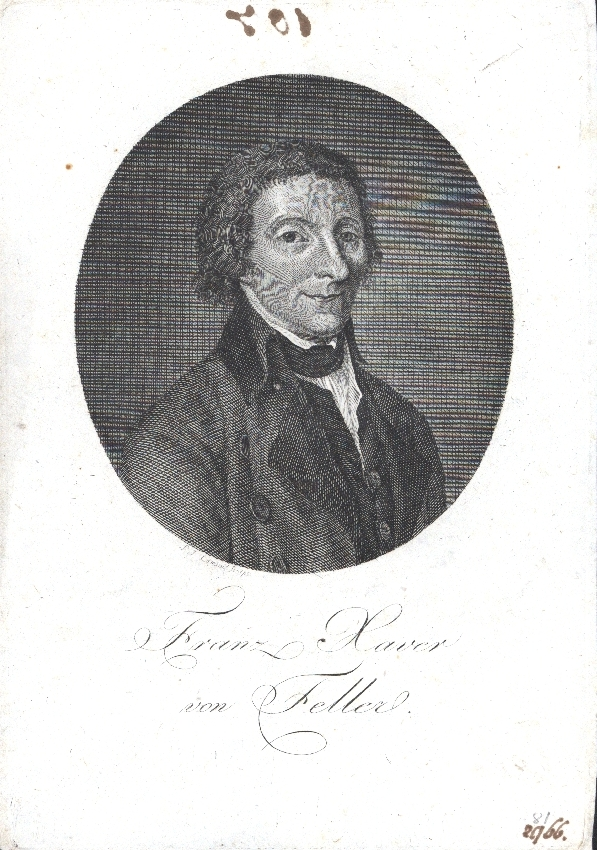
François Xavier de Feller

François Xavier de Feller (Brussel, 18 augustus 1735 - Regensburg, 23 mei 1802) was een Zuid-Nederlands jezuïet, erudiet en polemisch schrijver.

## Levensloop
De Feller was de zoon van Dominique de Feller, die hoge ambten bekleedde in Aarlen en in Brussel en die in 1741 in de erfelijke adel werd opgenomen. François Xavier volbracht zijn middelbare studies in het Jezuïetencollege van Aarlen, gevolgd door twee jaar filosofie in Reims. In september 1754 trad hij in Doornik in het noviciaat van de jezuïeten.
Na de eerste vormingsjaren werd hij retoricaleraar in Luxemburg en Luik (1757-1762). Hij vatte theologiestudies aan in Luxemburg en werd op 23 september 1764 tot priester gewijd. Datzelfde jaar was er ten gevolge van de uitwijzing van de jezuïeten uit Frankrijk sprake van een toevloed van ordeleden in de Zuidelijke Nederlanden. Om voor hen plaats te maken, werd een aantal jezuïeten uit de Oostenrijkse Nederlanden, onder wie de Feller, naar het buitenland gestuurd. Hij voltooide zijn theologiestudies in Trnava (Oostenrijk) en volbracht zijn 'derde jaar' in Neusohl (1766-1767).
Hij reisde vervolgens intensief door Hongarije, Polen, Roemenië en Bohemen, trok door Italië en kwam in 1769 in de Nederlanden terug. Hij kon in die landen de invloed (vanuit katholiek oogpunt: de destructieve invloed) vaststellen van de door de filosofen en encyclopedisten verspreide ideeën, die leidden tot onverschilligheid en ongeloof. Dit zou zijn komende geschriften oriënteren en beïnvloeden.
Hij werd leraar in Nijvel en predikant in Luik. Hij had er juist enig succes behaald toen de Jezuïetenorde op 21 juli 1773 werd afgeschaft door paus Clemens XIV.
Seculier priester geworden van het prinsbisdom Luik, maar zonder opdrachten, zette de Feller zich aan het schrijven. Zijn voornaamste publicaties waren:
- Journal historique et littéraire, dat hij publiceerde van 1774 tot 1794.
- Dictionnaire historique, voor het eerst gepubliceerd in 1781, vervolgens herhaaldelijk aangevuld en opnieuw uitgegeven. Hierin kwam vooral zijn vijandige houding tot uiting tegenover het jansenisme en tegenover de verlichting en de filosofen.

Feller was een universele, encyclopedische geest en hij wendde zijn grote kennis en eruditie aan in zijn polemische en strijdende geschriften. Hij was een felle verdediger van de Rooms-Katholieke Kerk en, vooral in de periode van de Brabantse Revolutie, van de zelfstandigheid van de Zuidelijke Nederlanden. Hij was een felle tegenstander van de hervormingen op religieus gebied die keizer Jozef II wilde doorvoeren. De meer dan 1200 protestbrieven die hij naar het bestuur in Brussel stuurde en die bewaard worden in de Koninklijke Bibliotheek in Brussel, getuigen ervan. Hij moest toen onderduiken en vaak van adres veranderen, omdat de Oostenrijkse politie hem op de hielen zat.
Vanaf 1790 trad hij op als raadgever van de aartsbisschop van Mechelen, kardinaal Joannes Henricus van Frankenberg. Toen de Franse troepen in juni 1794 de Zuidelijke Nederlanden voor lange tijd inpalmden, vluchtte hij naar het Heilige Roomse Rijk, waar hij een tijd de leiding kreeg van het bisschoppelijk college in Paderborn, om zich vanaf 1797, op uitnodiging van de prins-bisschop, in Regensburg te vestigen. Daar beëindigde hij zijn leven.

## Publicaties

Réflexions sur les 73 articles du Pro Memoria, 1789

- Jugement d'un écrivain protestant touchant le Livre de Justinus Febronius, Leipzig, 1770.
- Entretien de Voltaire et de M. P. P., docteur de Sorbonne, sur la nécessité de la religion chrétienne et catholique par rapport au salut, Luik, 1771.
- Lettre sur le Dîner du comte de Boulainvilliers, 1771, z.p.
- Observations philosophiques sur les systèmes de Newton, le mouvement de la terre et la pluralité des mondes, précédées d'une dissertation théologique sur les tremblements de la terre, les orages etc, Luik, 1771. 180 p., 12°.
- Catéchisme philosophique ou recueil d'observations propres à défendre la religion chrétienne contre ses ennemis, Luik, 1773 (onder pseudoniem Flexier de Reval).
- Examen critique de l'histoire naturelle de M. de Buffon, 1773 (onder pseudoniem Flexier de Reval).
- Journal historique et littéraire, Luik, 1773 - 1794, Maastricht na het publicatieverbod uitgevaardigd door Jozef II op 26 januari 1788.
- Discours sur divers sujets de religions et de morale 2 vol., Luxemburg, 1777 (onder pseudoniem Flexier de Reval).
- Dictionnaire géographique-portatif, Parijs, 1778.
- Examen impartial des époques de la nature de Mr. le Comte de Buffon, Luxemburg, 1780.
- Disquisitio philosophico-historico-theologica, Luxemburg, 1780.
- Dictionnaire historique, Augsburg, t. I (1781) t. II (1782)  t. III (1782) t. IV (1783) t V (1783) t VI (1784).
- Véritable état du différent élevé entre le Nonce apostolique de Cologne et les trois Electeurs ecclésiastiques […], Düsseldorf, 1787.
- Coup d'œil sur le Congrès d'Ems, Düsseldorf, 1787.
- Recueil des représentations, protestations et réclamations, 1787-1790, 17 vol.
- Recueil des mémoires sur le commerce des Pays-Bas autrichiens, suivi d'un recueil complet des pièces relatives à la pêche nationale, 1787.
- Réflexions sur les 73 articles du Pro Memoria, présentés à la Diète d'Empire, touchant les nonciatures de la part de l'Archevéque-Electeur de Cologne, Regensburg, 1788.
- Itinéraire, ou voyages de M. l'abbé de Feller en diverses parties de l'Europe, Luik en Parijs, 1820.
- Cours de morale chrétienne  et de littérature religieuse, Parijs, 1824.